# Orconectes shoupi
Orconectes shoupi är en kräftdjursart som beskrevs av Hobbs 1948. Orconectes shoupi ingår i släktet Orconectes och familjen Cambaridae. IUCN kategoriserar arten globalt som starkt hotad. Inga underarter finns listade i Catalogue of Life.